# Live (album, AC/DC)
Live je živé album australské hard rockové kapely AC/DC vydané v roce 1992. Album bylo vydáno také ve formě dvojalba Live: 2 CD Collector's Edition. Ve stejném roce také vyšel videozáznam Live at Donnington.

## Seznam skladeb
1. "Thunderstruck" (The Razors Edge) (Angus Young, Malcolm Young) - 6:34
2. "Shoot to Thrill" (Back in Black) - 5:21
3. "Back in Black" (Back in Black) - 4:28
4. "Who Made Who" (Who Made Who) - 5:15
5. "Heatseeker" (Blow Up Your Video) - 3:37
6. "The Jack" (T.N.T.) (Angus Young, Malcolm Young, Bon Scott) - 6:56
7. "Moneytalks" (The Razors Edge) (Angus Young, Malcolm Young) - 4:18
8. "Hells Bells" (Back in Black) - 6:01
9. "Dirty Deeds Done Dirt Cheap" (Dirty Deeds Done Dirt Cheap) (Angus Young, Malcolm Young, Bon Scott) - 5:02
10. "Whole Lotta Rosie" (Let There Be Rock) (Angus Young, Malcolm Young, Bon Scott) - 4:30
11. "You Shook Me All Night Long" (Back in Black) 3:54
12. "Highway to Hell" (Highway to Hell) (Angus Young, Malcolm Young, Bon Scott) - 3:58
13. "T.N.T." (T.N.T.) (Angus Young, Malcolm Young, Bon Scott) - 3:47
14. "For Those About to Rock (We Salute You)" (For Those About to Rock We Salute You) - 7:18

- Autory jsou Angus Young, Malcolm Young a Brian Johnson, pokud není uvedeno jinak.

## Obsazení
- Brian Johnson - zpěv
- Angus Young - kytara
- Malcolm Young - kytara, doprovodný zpěv
- Cliff Williams - baskytara, doprovodný zpěv
- Chris Slade - bicí